# Brachymyrmecini
Brachymyrmecini – plemię mrówek z podrodziny Formicinae. Obejmuje 5 opisanych rodzajów.

## Rodzaje
- Aphomomyrmex Emery, 1899
- Brachymyrmex Mayr, 1868
- Cladomyrma Wheeler, 1920
- Petalomyrmex Snelling, 1979
- Pseudaphomomyrmex Wheeler, 1920